# Mindre brunduva
Mindre brunduva (Phapitreron leucotis) är en fågel i familjen duvor inom ordningen duvfåglar.

## Utseende och läte
Mindre brunduva är en rätt liten duva, med som namnet avslöjar övervägande brun fjäderdräkt. På huvud, hals och bröst är den mer grå eller skäraktig. Vidare är den glänsande blåaktig på halsens bakre del, ljusskär på buken och på stjärten syns vita hörn. Noterbart är även svarta och ljusa streck under ögat samt en liten trekant med bar hud precis bakom. Sången består av en accelererande serie med stigande "wup".

## Utbredning och systematik
Mindre brunduva förekommer i Filippinerna. Den delas in i fyra underarter med följande utbredning:
- P. l. leucotis – norra Filippinerna (Catanduanes, Luzon, Mindoro och näraliggande öar)
- P. l. nigrorum – Filippinerna (Cebu, Guimaras, Masbate, Negros, Panay, näraliggande öar)
- brevirostris-gruppen
  - P. l. brevirostris – Leyte, Mindoro, Bohol, Dinagat, Samar, Mindanao och Siquijor
  - P. l. occipitalis – södra Filippinerna (Basilan) och Suluöarna

Birdlife International och IUCN delar upp underartsgrupperna i tre arter : P. leucotis (monotypisk), P. nigrorum (monotypisk) och P. brevirostris (inklusive occipitalis). 

## Status
IUCN bedömer hotstatus för underartsgrupperna (eller arterna) var för sig, alla tre som livskraftiga.